# 普拉機場
普拉機場（Pula Airport）是克羅埃西亞城市普拉的國際機場，位於距普拉市中心6公里處。2017年，普拉機場的年乘客人數約有60萬人次。普拉機場開設有前往斯洛維尼亞以及意大利東部城市的航線。

## 航空公司及目的地

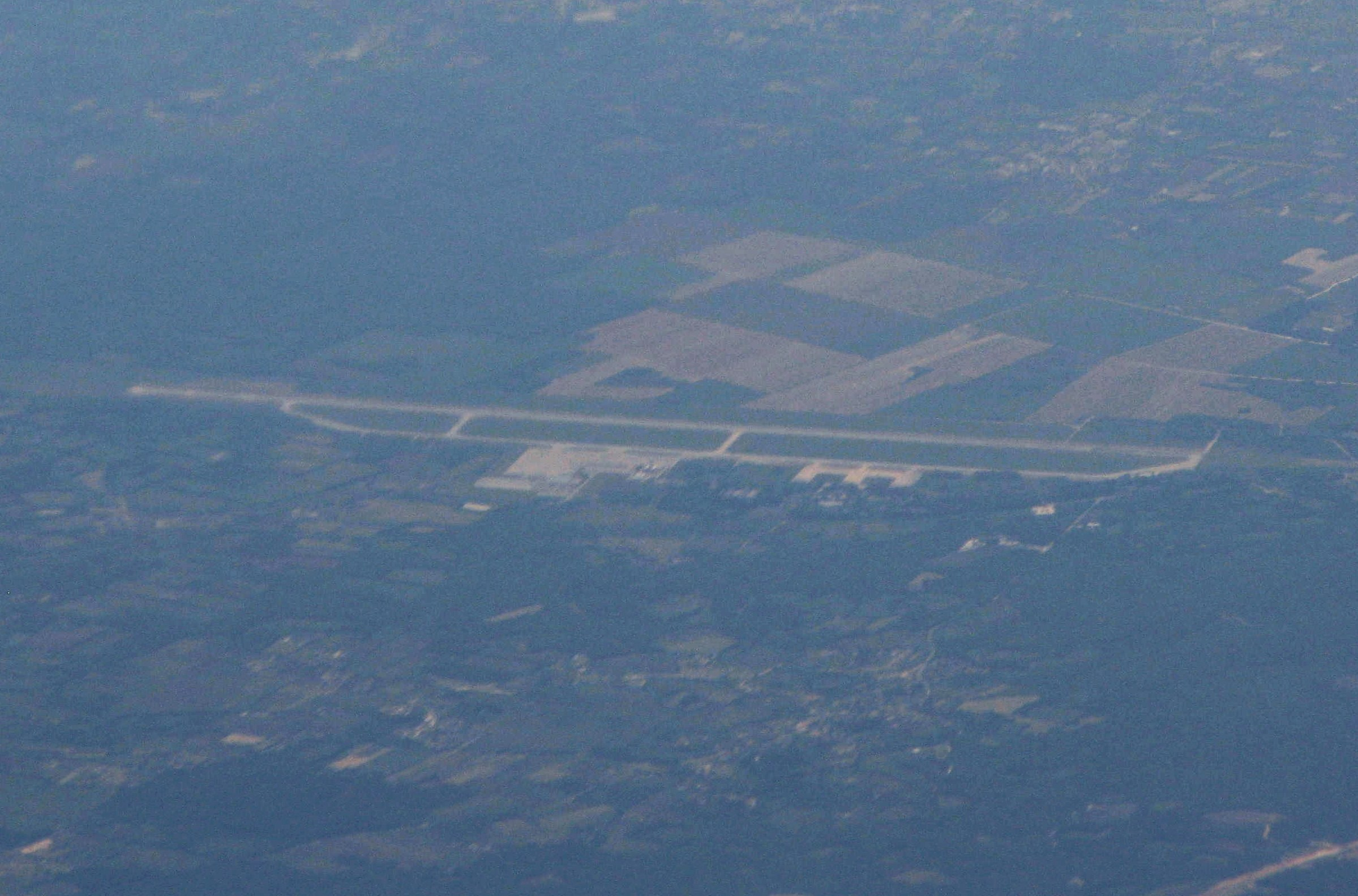
Aerial view

| 航空公司                        | 目的地 |
| ------------------------------- | --- |
| 愛爾蘭航空                      | 季節性： 都柏林 |
| Air Glaciers                    | 季節性： La Chaux de Fonds（2018年5月31日開辦）、 錫永（2018年5月31日開辦） |
| 塞爾維亞航空                    | 季節性： 貝爾格萊德 |
| ASL Airlines France             | 季節性包機： 里昂、 南特 |
| 奧地利航空                      | 季節性包機： 格拉茨 |
| BRA Braathens Regional Airlines | 季節性包機： 哥德堡、 斯德哥爾摩-阿蘭達、 特羅爾海坦 |
| 英國航空                        | 季節性： 倫敦-希斯路 |
| 克羅地亞航空                    | 扎達爾、 薩格勒布 季節性： 阿姆斯特丹、 杜布羅夫尼克、 法蘭克福、 蘇黎世 |
| 易捷航空                        | 季節性： 柏林-舍訥費爾德、 柏林-泰格爾、 布里斯托、 利物浦（2018年7月29日開辦）、 倫敦-機場、 倫敦-修安（2018年7月26日開辦）、 米蘭-馬爾彭薩（2018年6月25日開辦）、 巴黎夏爾·戴高樂 |
| 瑞士易捷航空                    | 季節性： 巴塞爾/米盧斯（2018年6月26日開辦） |
| 雪絨花航空                      | 季節性： 蘇黎世 |
| 歐洲之翼航空                    | 杜塞爾多夫 季節性： 柏林-泰格爾、 科隆/波昂、 漢堡機場、 斯圖加特機場 |
| 芬蘭航空                        | 季節性： 赫爾辛基-萬塔 |
| 捷特二航空                      | 季節性： 伯明翰 （2019年5月12日開辦）、 愛丁堡、 里茲布拉福、 倫敦史坦斯特、 曼徹斯特                                                                                               |
| Laudamotion                     | 季節性： 柏林-泰格爾 （2018年6月1日開辦） |
| LOT波蘭航空                     | 季節性： 華沙蕭邦 |
| 漢莎航空                        | 季節性： 法蘭克福、 慕尼黑 |
| 挪威航空                        | 季節性： 赫爾辛基-萬塔、 奧斯陸加勒穆恩、 Stavanger、 斯德哥爾摩-阿蘭達、 Trondheim                                                                                                 |
| People's Viennaline             | 季節性： St. Gallen/Altenrhein |
| 瑞安航空                        | 季節性： 柏林-泰格爾 （2018年6月1日開辦）、 沙勒羅瓦、 法蘭克福、 哈恩、 倫敦史坦斯特                                                                                               |
| 北歐航空                        | 季節性： 卑爾根 （2018年7月4日開辦）、 哥本哈根凱斯楚普、 哥德堡-蘭德維特、 奧斯陸加勒穆恩、 Stavanger （2018年6月30日開辦）、 斯德哥爾摩-阿蘭達                                    |
| Silver Air                      | 季節性： Lošinj （2018年6月25日開辦） |
| 瑞士國際航空                    | 季節性： 日內瓦 （2018年6月23日開辦） |
| 西伯利亞航空                    | 季節性： 莫斯科多莫傑多沃、 普爾科沃 （2018年5月27日開辦） |
| Trade Air                       | 奧西耶克、 斯普利特 |
| 泛航航空                        | 季節性： 鹿特丹海牙 季節性包機： 阿姆斯特丹 |
| 英國途易飛航空                  | 季節性： 伯明翰、 布里斯托、 羅賓漢唐卡斯特雪菲爾、 東密德蘭 愛丁堡、 倫敦-格域、 曼徹斯特                                                                                          |
| 荷蘭途易飛航空                  | 季節性： 阿姆斯特丹 |
| 北歐途易飛航空                  | 季節性包機： 哥本哈根凱斯楚普 斯德哥爾摩-阿蘭達 |
| 維羅提航空                      | 季節性： 南特 （2018年5月30日開辦） |
| 風玫瑰航空                      | 季節性： 鮑里斯波爾 |

## 外部連結
- Official website （页面存档备份，存于）